# Temple de Badrinath
|  | Per a altres significats, vegeu «Badrinath (desambiguació)». |

El temple de Badrinath és un lloc religiós de l'Índia al districte de Chamoli, estat d'Uttarakhand, al llogaret de Badrinath situat al pic Badrinath.
És un dels principals llocs de pelegrinatge de l'Índia, establert al segle ix. El temple fou reconstruït unes vegades quan va ser destruït pel temps o devessalls; la darrera reconstrucció la va fer el maharaja de Jaipur quan fou destruït pel terratrèmol del 1803.
Era originalment en una cova i va ser traslladat al lloc actual al segle xvi. La  construcció és de vers el segle xii i l'hauria construït Sankara Swami.
El cap del temple és el rawal, que fins al 1949 va dependre del raja de Tehri; el rawal ha de ser un braman de la casta namburi de Kirat Malwar al Dècan; els oficis són de maig a octubre; quatre temple menors depenen de Badrinath. Pel manteniment del temple s'havien atorgat les rendes de diversos pobles de la rodalia. El 1901 el temple era visitat per milers de persones i fins a 50000 acudien al gran festival.
El llogaret de Badrinath té uns 850 habitants (841 el 2001).